# Division Bell
Una division bell (en català, campana de divisió) és un toc de campanes dins o al voltant d'un parlament per indicar una divisió i per així cridar tots els membres de la cambra afectats per la votació.

## Al Regne Unit

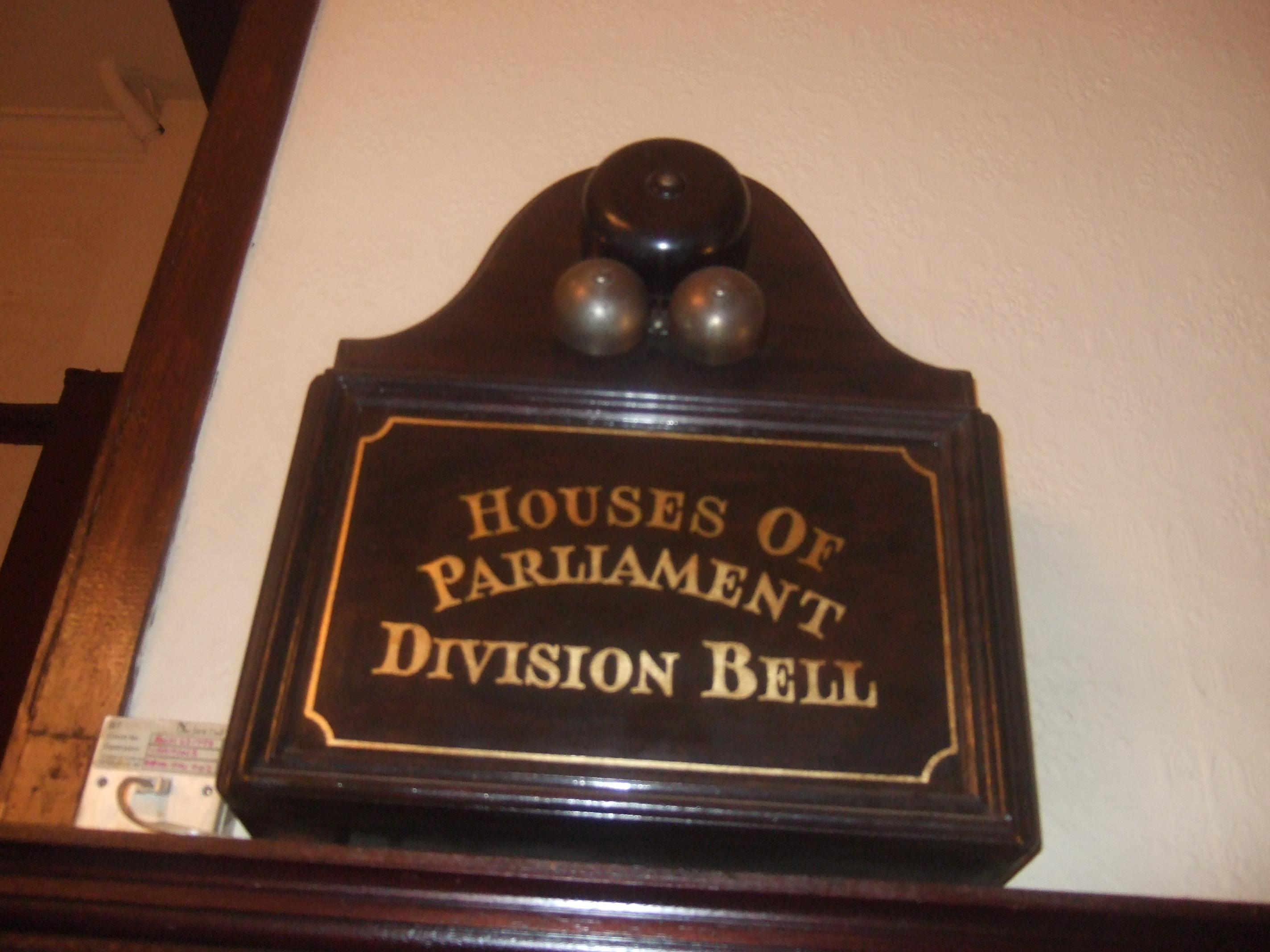
Houses of Parliament Division bell

La campana s'utilitza al barri local del Parlament per indicar que estava ocorrent una divisió i que els diputats a la casa dels Commons o a la Cambra dels Lords tenien sis minuts per aconseguir l'apropiat lobby a la divisió per a votar o en contra de la resolució. La crida per una Divisió també es mostra a les pantalles d'anuncis per a tots els edificis Parlamentaris.
A causa de la permissivitat, els membres del parlament poden, de fet, ser en oficines pròximes, restaurants, pubs o botigues, alguns dels quals tenen les seves pròpies campanes de divisió connectaven a aquells dins del confina dels edificis del Parlament, altres utilitzaran un sistema de cercapersones coordinats per l'oficina del Fuet de cada partit.
Les seus dels partits essencials són tots aquells dins de l'abast de la campana de divisió i aquesta àrea aproximadament defineix els límits geogràfics de l'àrea de Westminster.
La BBC Antiques Roadshow des de la Casa The Banqueting a Whitehall presentava el transmissor de la campana de Divisió original (número de sèrie 1) des de la Casa dels Comuns. El seu expert Paul Atterbury, amb l'ajuda de l'anterior speaker de Casa de la Baronessa Betty Boothroyd, demostrava l'ús de l'aparell amb una de les Campanes de Divisió originals. L'Espectacle es va veure per primera vegada l'octubre de 2007, on el transmissor es valorava a £15,000.
Es va fer tres transmissors de la Campana de Divisió a finals del segle xix per part del GPO, a instàncies del Govern. Es numeraven com a 1, 2 i 3. Dues van ser destruïdes per una bomba el 1941 i es van canviar per còpies amb els números 4 i 5. La número 5 existeix encara actualment, però es desconeix el parador de la número 4.

## A Austràlia
Els edificis de Parlament tant Estatals com Federals utilitzen campanes de divisió electròniques. En estats amb parlaments bicamerals, i al Parlament federal, els llums vermells i verds prop de les campanes de divisió passen rabents per indicar quina cambra s'està anomenant. A Queensland i els Territoris, que tenen parlaments unicameral, no exigeixen el llum vermell que indica la Cambra Superior. Les campanes sonen al començament d'una sessió, perquè un membre ha desafiat un vot (anomenat una divisió), o perquè no hi ha prou membres a la cambra per constituir quòrum.
Al Parlament de Nova Gal·les del Sud, la campana de divisió és electrònica i sona de forma diferent divisions en l'Assemblea i el Consell.